# Sjöängen, Stockholms kommun

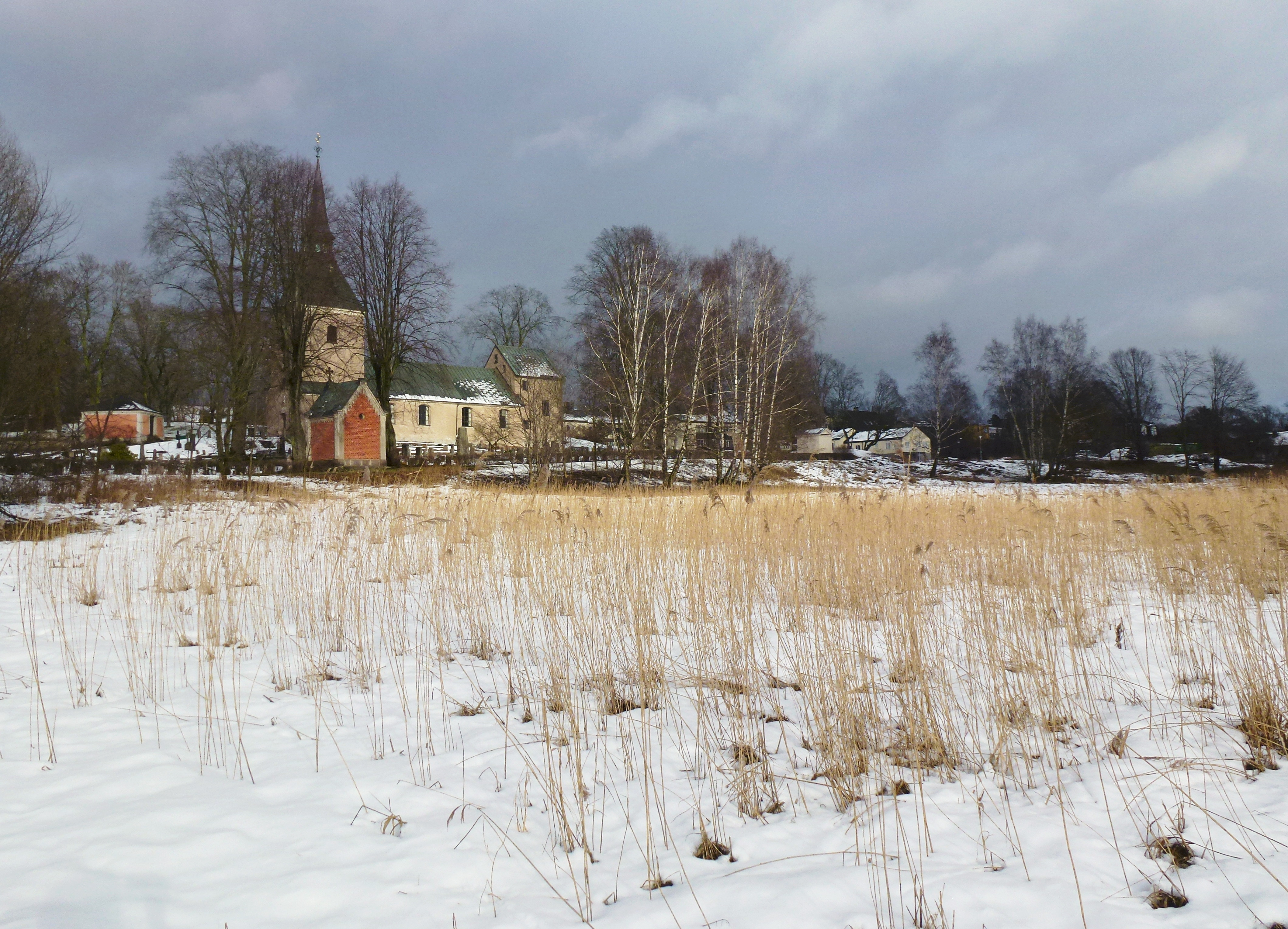
Del av Sjöängen med Brännkyrka kyrka i bakgrunden, 2015.

Sjöängen är ett informellt område i stadsdelen Örby Slott i Söderort inom Stockholms kommun. I Sjöängen ligger skolan Sjöängsskolan. 
Namnet härrör från Brännkyrkasjön (även kallad Kyrksjön) som låg där Sjöängen finns idag. Sedan år 2007 finns planer på att bebygga Sjöängen med bostäder, kontor, park med våtmark och en idrottshall. 2009 fattade Älvsjö stadsdelsnämnd ett inriktningsbeslut där Sjöängen skulle förvandlas till ett parkområde och förses med en konstgjord sjö. Genom vattenparken vill man återskapa en liten del av den tidigare Kyrksjön/Brännkyrkasjön.